# Sympherobius constrictus
Sympherobius constrictus is een insect uit de familie van de bruine gaasvliegen (Hemerobiidae), die tot de orde netvleugeligen (Neuroptera) behoort. 
Sympherobius constrictus is voor het eerst wetenschappelijk beschreven door Oswald in 1988.